# 大澤勉
大澤 勉（おおさわ つとむ、1957年 - ）は、日本の外交官。
ヒューストン総領事、瀋陽総領事、在ウィーン国際機関日本政府代表部大使等を経て、カメルーン駐箚特命全権大使。

## 経歴・人物
愛知県名古屋市生まれ。1975年東京教育大学附属高等学校卒業。1978年外務公務員上級試験合格。
1979年東京大学経済学部卒業、外務省入省。アジア局中国課、大臣官房総務課で勤務したのち、1980年から南京大学、香港中文大学で中国語研修を受けたチャイナ・スクール。
1982年から1983年までハーバード大学大学院に留学し、修士号を取得。
1986年、アジア局北東アジア課課長補佐。1987年、在中華人民共和国大使館二等書記官。1989年、在中華人民共和国大使館一等書記官。1990年、在ジュネーブ国際機関日本政府代表部一等書記官。1994年、アジア局地域政策課首席事務官。
1995年、大臣官房総務課企画官。1995年、大臣官房査察室長。1997年、内閣内政審議室内閣審議官。1999年、領事移住部邦人保護課長。2000年、在香港日本国総領事館首席領事。2002年、在大韓民国大使館参事官。
2003年、在大韓民国大使館公使。2005年、内閣衛星情報センター総務課長。2007年、儀典総括官。2007年、両陛下ヨーロッパ御訪問準備室長。2007年、在ヒューストン総領事。2010年、在ウィーン国際機関日本政府代表部大使。2013年、在瀋陽総領事。
2016年、国家公務員共済組合連合会監事。2018年、駐カメルーン兼チャド兼中央アフリカ共和国特命全権大使。2022年、外務省記録審査員。